# Klukówka
Klukówka – rzeka, lewy dopływ Krzny o długości 34,42 km.
Płynie w kierunku południowo-wschodnim. Mija miejscowości: Bachorza, Kobylany, Kiełbaski, Droblin, Leśną Podlaską, Witulin, Terebelę, Cicibór Mały, Cicibór Duży (gdzie przecina się z drogą wojewódzką nr 811) i Grabanów. W okolicach Roskoszy zachował się most zlikwidowanej Bialskiej Kolei Dojazdowej. Następnie opływa od wschodniej strony Białą Podlaską i po przecięciu drogi krajowej nr 2 wpada do Krzny.